# 191 (číslo)
Sto devadesát jedna je přirozené číslo, které následuje po čísle sto devadesát a předchází číslu sto devadesát dva. Římskými číslicemi se zapisuje CXCI a řeckými číslicemi ρϟα.

## Matematika
191 je:
- Prvočíslo Sophie Germainové
- Nešťastné číslo
- Nepříznivé číslo
- Palindromické číslo

## Chemie
- 191 je nukleonové číslo méně běžného z obou přírodních izotopů iridia.[1]

## Astronomie
- (191) Kolga je planetka hlavního pásu, kterou objevil v roce 1878 Christian Heinrich Friedrich Peters.

## Doprava
- Silnice II/191 je česká silnice II. třídy vedoucí na trase Rožmitál pod Třemšínem – Starý Smolivec – Radošice – přerušení – Dožice – Nepomuk – Klatovy – Janovice nad Úhlavou – Nýrsko – Německo.[2]

## Roky
- 191
- 191 př. n. l.